# Pötzleinsdorfer Schlosspark

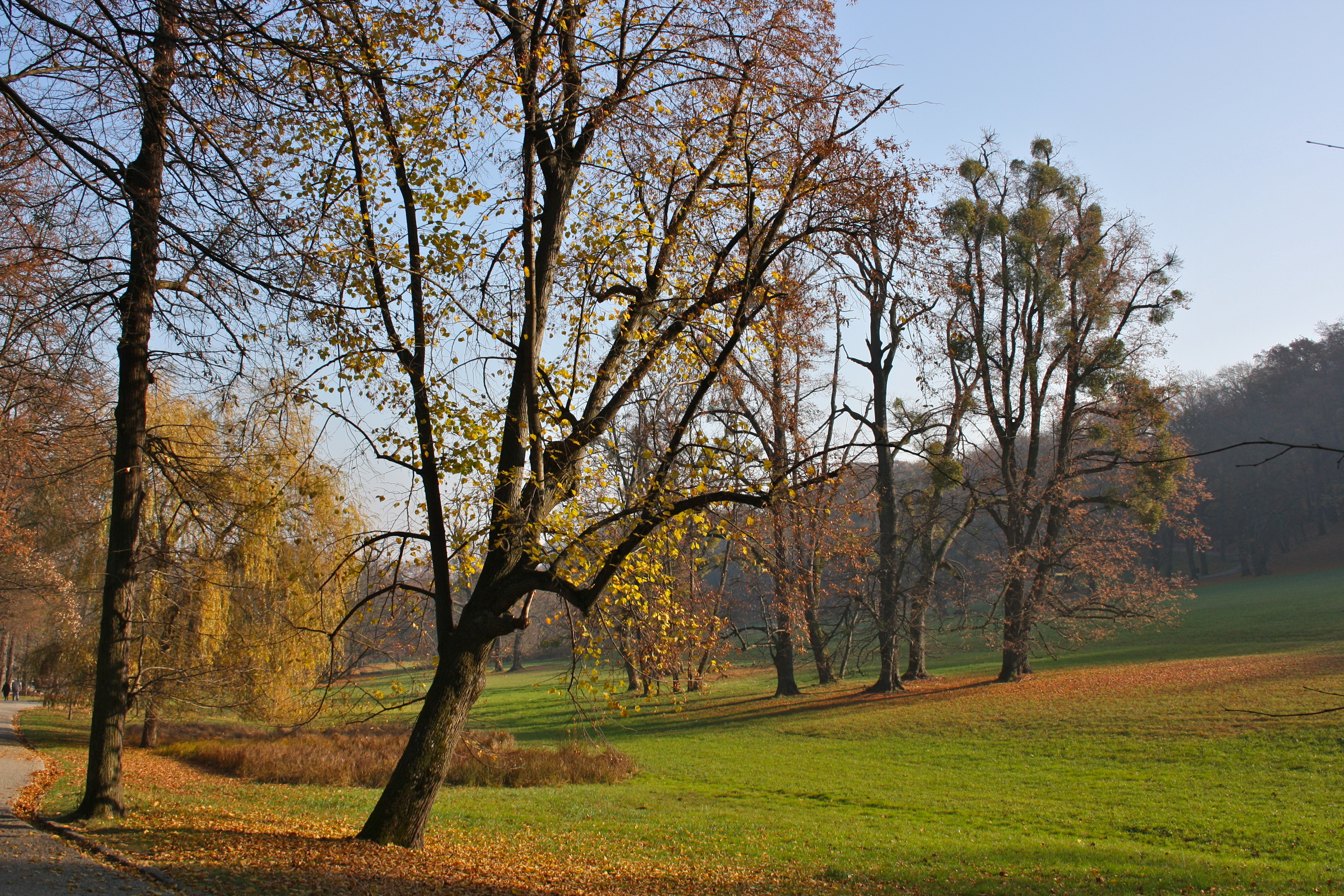
Pötzleinsdorfer Schlosspark

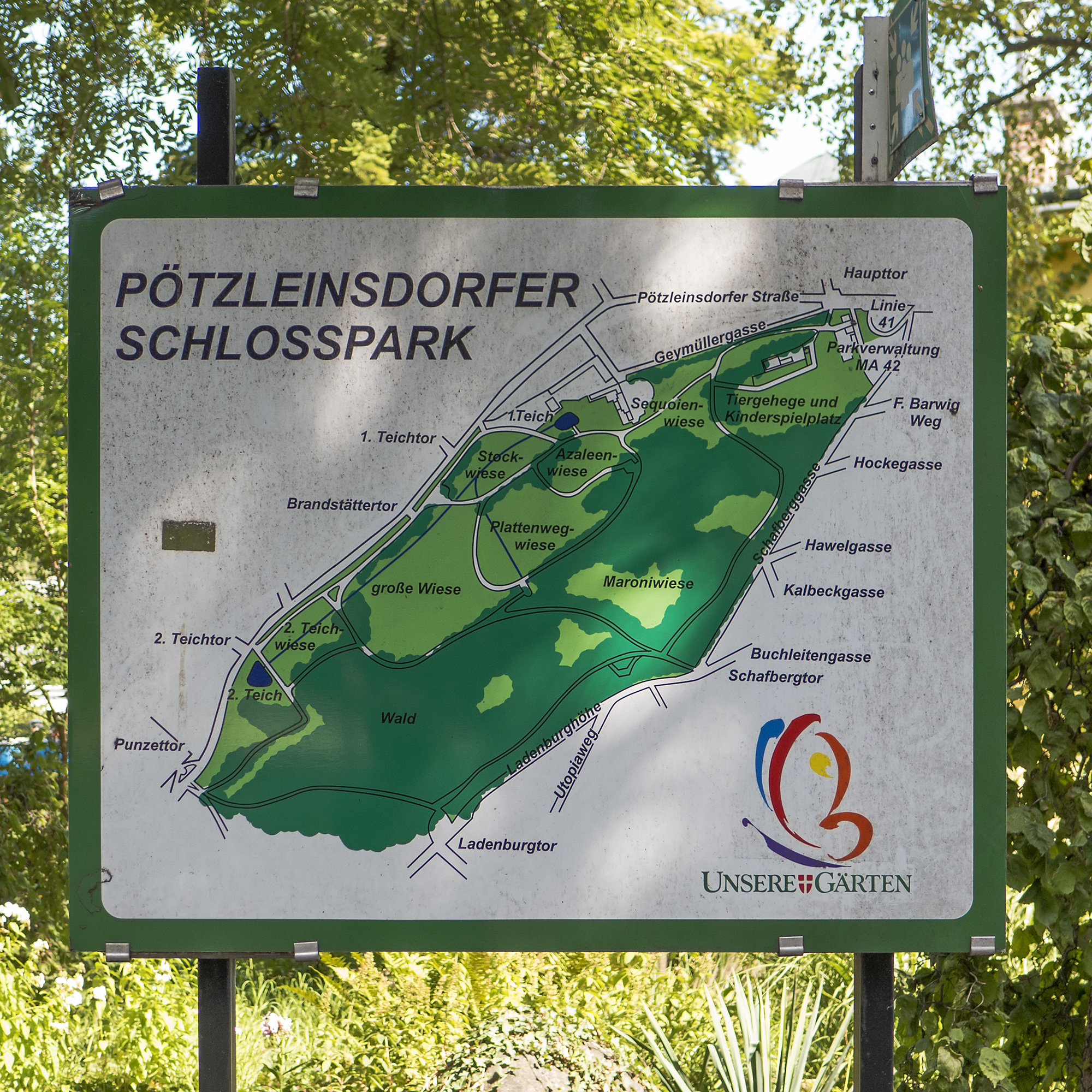
Plan des Schlossparks

Der Pötzleinsdorfer Schlosspark (auch: Pötzleinsdorfer Park) ist eine Parkanlage im 18. Wiener Gemeindebezirk Währing.

## Lage
Der Park liegt im Währinger Bezirksteil Pötzleinsdorf und dehnt sich entlang des Nordhanges des Schafbergs ellipsenförmig zwischen Pötzleinsdorfer Straße und Geymüllergasse im Norden sowie Ladenburghöhe und Schafberggasse im Osten und Süden aus. Im Westen wird er durch einen nicht benannten Weg, der vom Westende der Ladenburghöhe zum Westende der Pötzleinsdorfer Straße führt, begrenzt.

## Geschichte

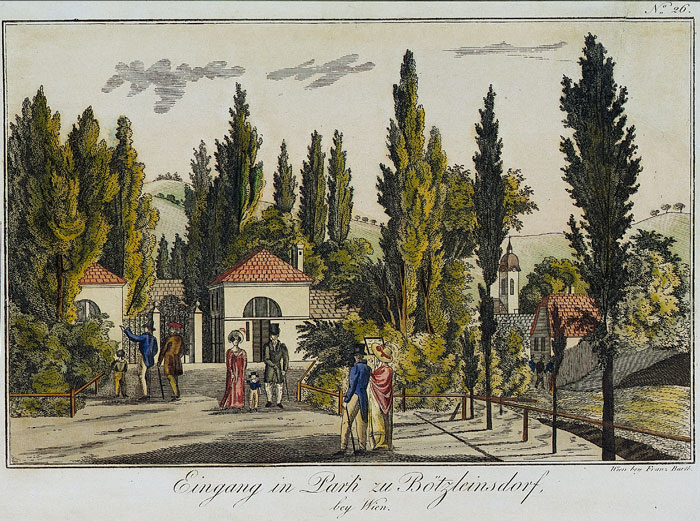
Parkeingang in Pötzleinsdorf, um 1830 Stich von Franz Barth

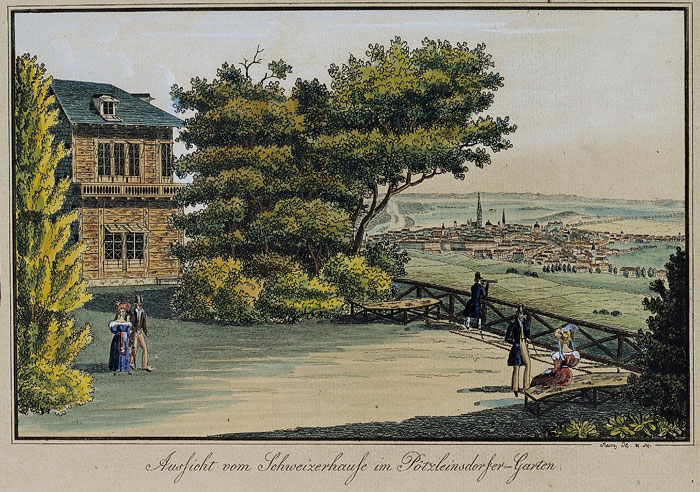
Das Schweizerhaus in Pötzleinsdorf, 1834/1853 Stich von Johann Vinzenz Reim

Die im Stil eines englischen Landschaftsgartens gehaltene rund 354.000 Quadratmeter große Anlage befand sich bis 1935 in Privatbesitz. Der Park wurde bereits im 18. Jahrhundert durch Philippina von Herberstein angelegt und ab 1797 durch Johann Heinrich Geymüller neu konzipiert und von den Gärtnern Konrad A. Rosenthal und Franz Illner ausgeführt.
In den ersten Jahrzehnten des neunzehnten Jahrhunderts wurde der Park zum beliebten Treffpunkt und Sommerfrische für die Wiener Oberschicht. Nach dem Konkurs des Bankhauses Geymüller 1841 wurde der gesamte Besitz verkauft und hatte fortan wechselnde Eigentümer, die die Anlage verfallen ließen. 1868 kam die Anlage in den Besitz der Familie Ladenburg-Ellisen. Als nach dem Ersten Weltkrieg Pläne zur Parzellierung des Parks kursierten, kaufte ihn der Möbelfabrikant Max Schmidt, der sein letzter privater Besitzer wurde. Er vererbte ihn der Gemeinde Wien, welche ihn ab 1935 für die Bevölkerung öffnete. Der Park wurde während des Zweiten Weltkrieges von Fliegerbomben getroffen und im Juni 1949 in Anwesenheit von Bürgermeister Theodor Körner wiedereröffnet.
Erhalten gebliebenen historische Elemente sind ein Lusthaus im klassizistischen Stil und eine Badegrotte sowie ein Gedenkstein an den Dichter Johann Baptist von Alxinger. Das nicht erhaltene Schweizerhaus bot früher von der Anhöhe einen Blick auf die Stadt.

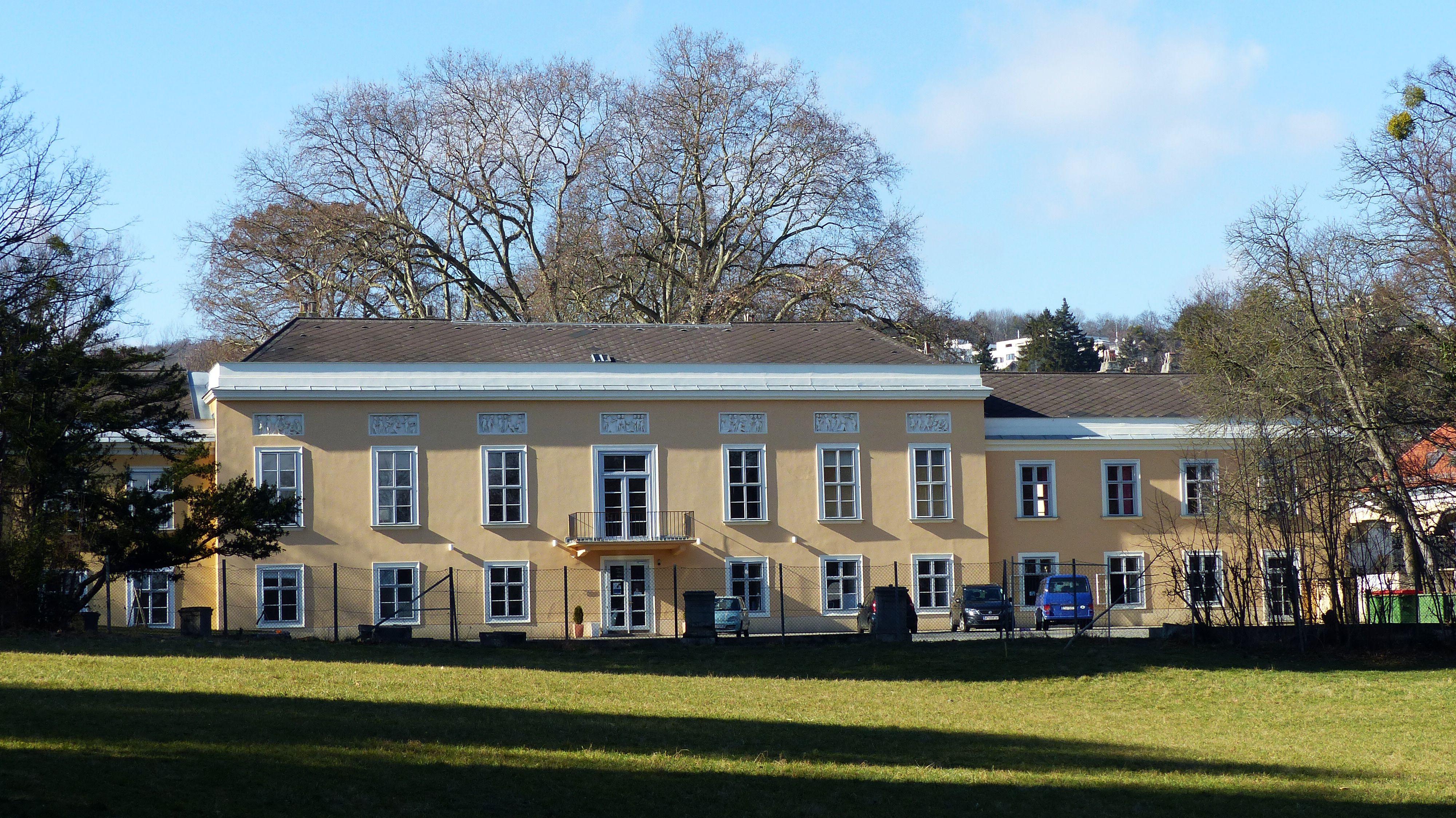
Ehemaliges Schloss
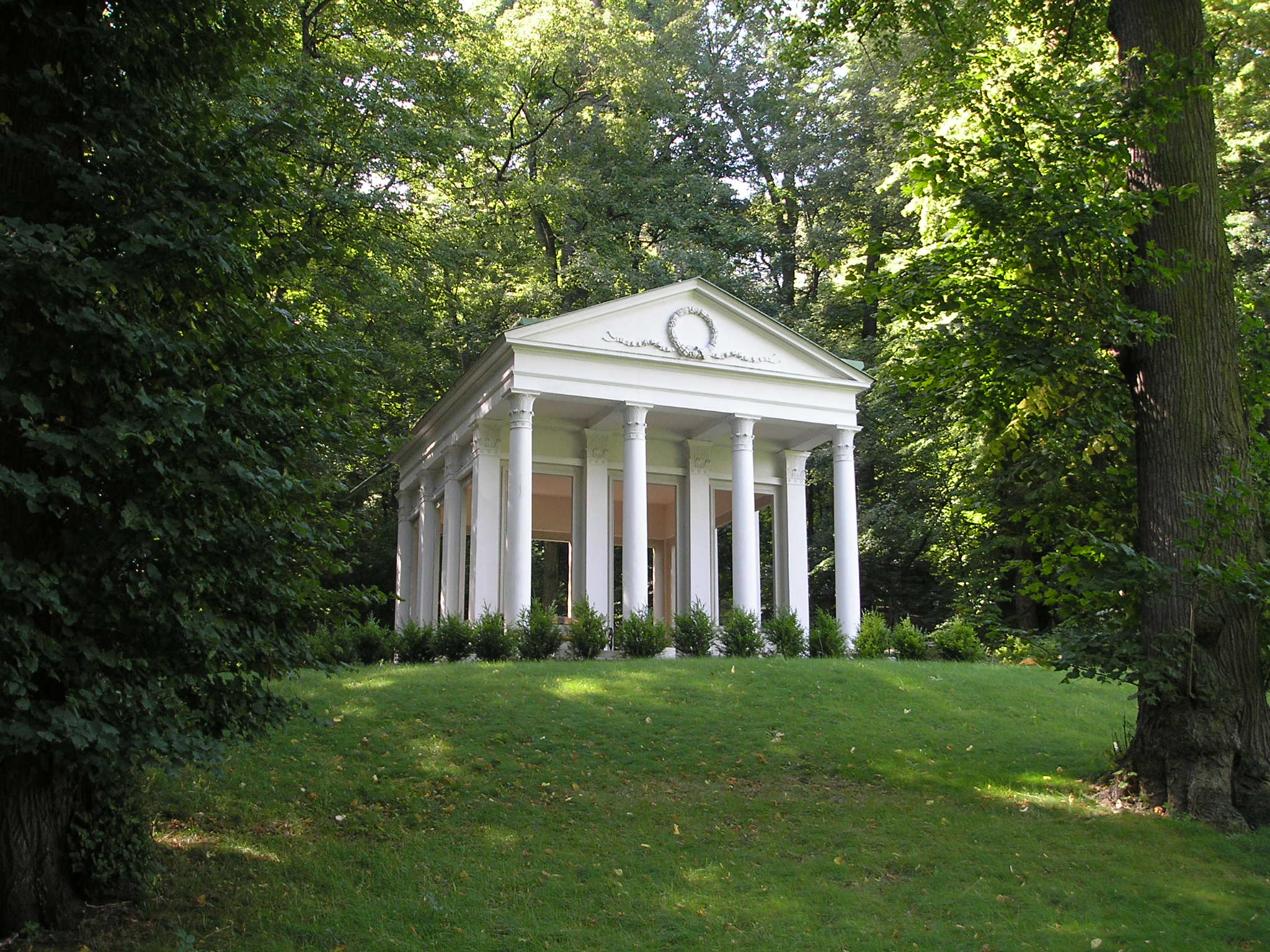
Der griechische Tempel
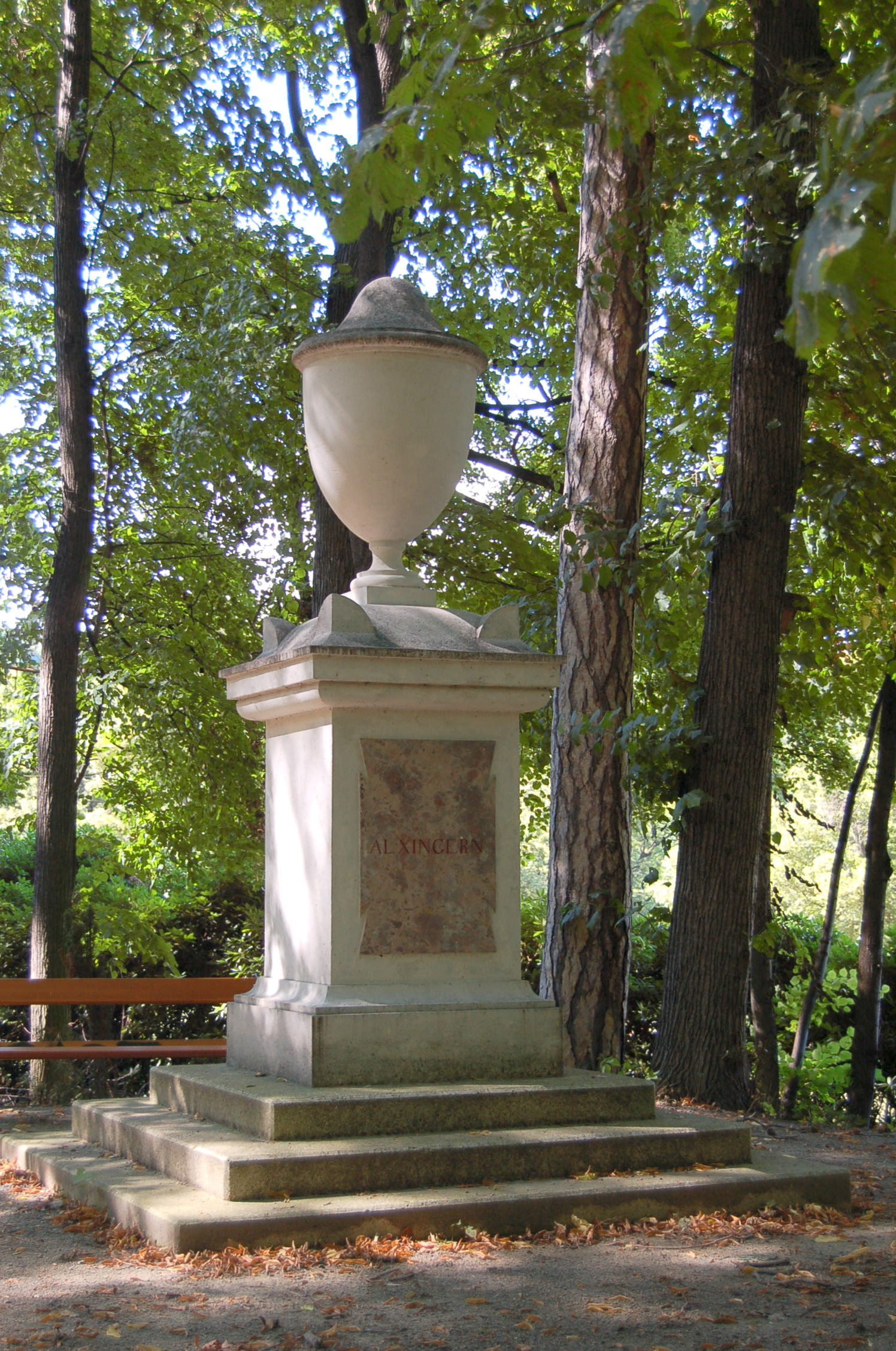
Gedenkstein für Johann Baptist Alxinger

Am 18. Juni 2012 zerstörte ein Großbrand einen Teil der Wirtschaftsgebäude auf dem Areal.
Der Park ist ein Naherholungsgebiet und beliebtes Ausflugsziel. Dazu errichtet wurde eine große Lagerwiese mit Kinderspielplatz und Streichelzoo sowie eine Freiland-Voliere. Auf dem Areal befinden sich auch zwei kleine Fußballplätze. Der Park ist eingezäunt und wird ab Einbruch der Dunkelheit bis zum Morgen versperrt. Er gehört zu den bedeutendsten gartenarchitektonischen Denkmalen Österreichs und steht unter Denkmalschutz (Nr. 50 im Anhang zu § 1 Abs. 12 DMSG und in der Denkmalliste).
Im östlichen Teil des Parkes liegt das Schloss Pötzleinsdorf, das heute eine Rudolf-Steiner-Schule beherbergt.

## „Singendes Quartett“
Die vier Figuren von der Hauptfassade des Wiener Ringtheaters, das sogenannte „Singende Quartett“ (Sopran, Alt, Tenor, Bass), haben den legendären Ringtheaterbrand am 8. Dezember 1881 überdauert. Sie wurden ursprünglich von dem Wiener Bildhauer Friedrich Steger aus Kalkstein geschaffen und 1874 in engem Abstand auf die Attika das nach Plänen von Emil von Förster 1874 geschaffenen Theaters gestellt. Vor dem Abbruch der ausgebrannten Theaterruine erwarb Max Schmidt 1882 die Skulpturen und stellte sie – in nunmehr großem Abstand voneinander – als Figurinen im vorderen Parkbereich auf die Wiese.

„Singendes Quartett“
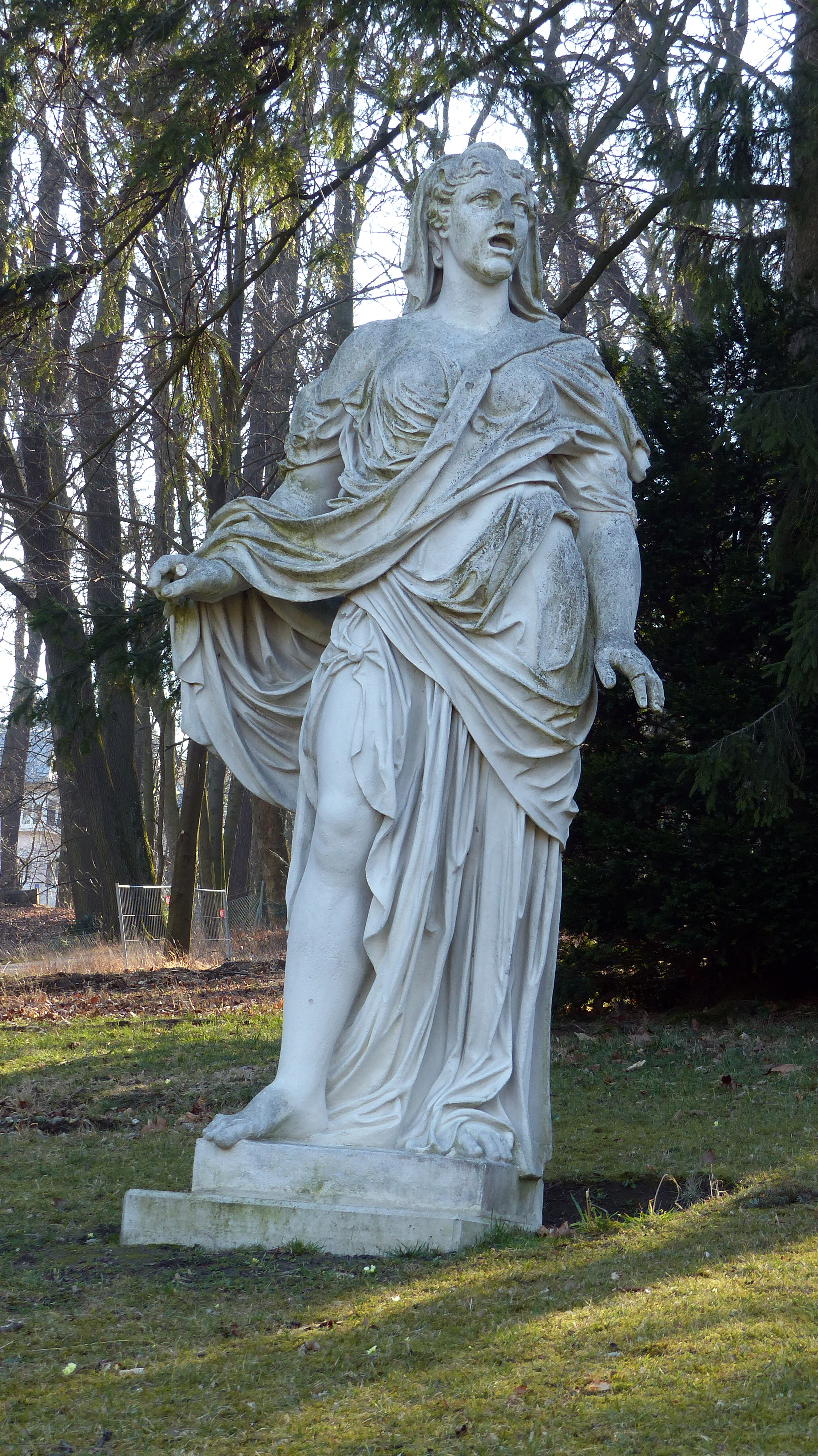
„Alte Frau“ (Alt)
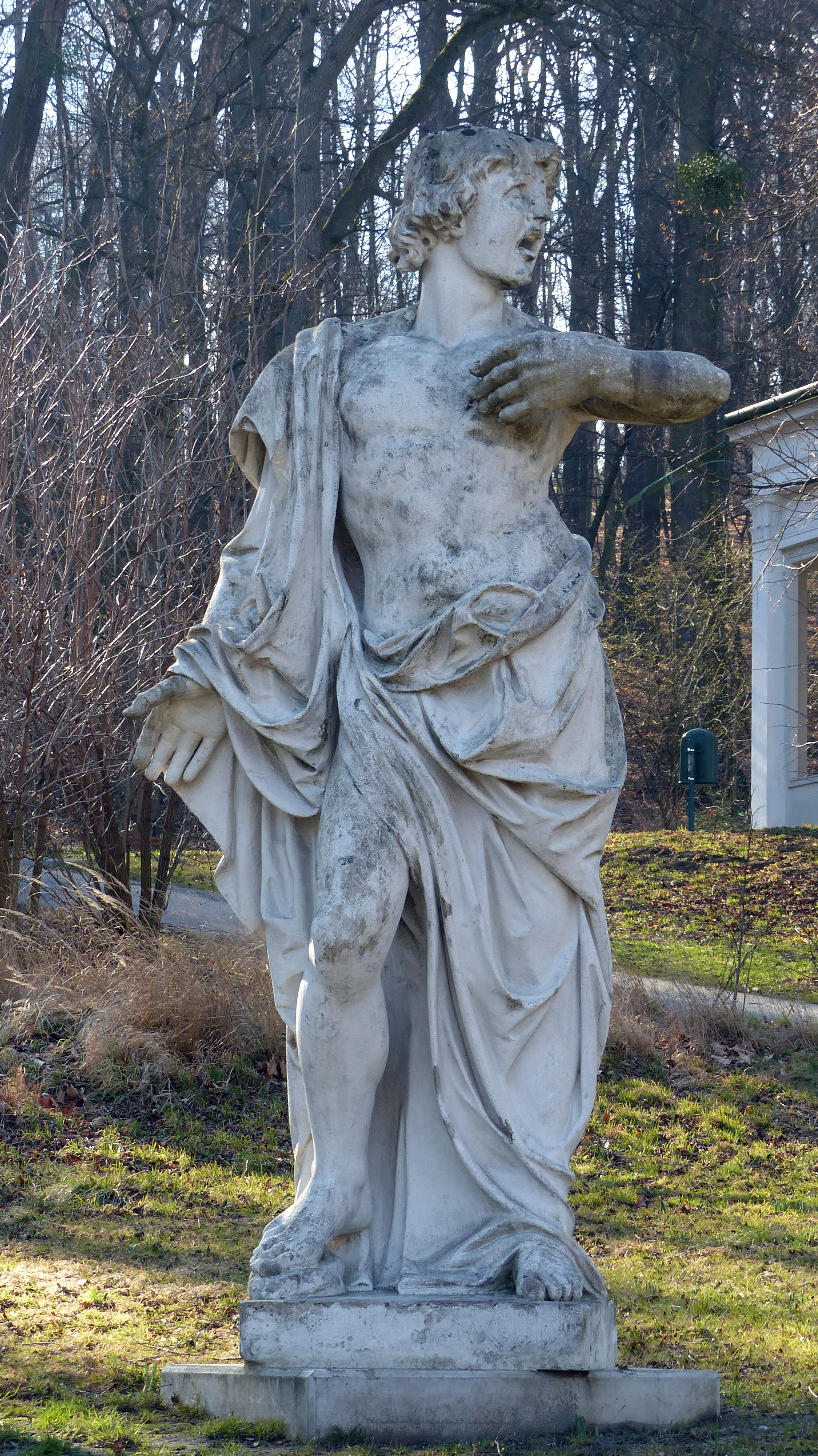
„Junger Mann“ (Tenor)
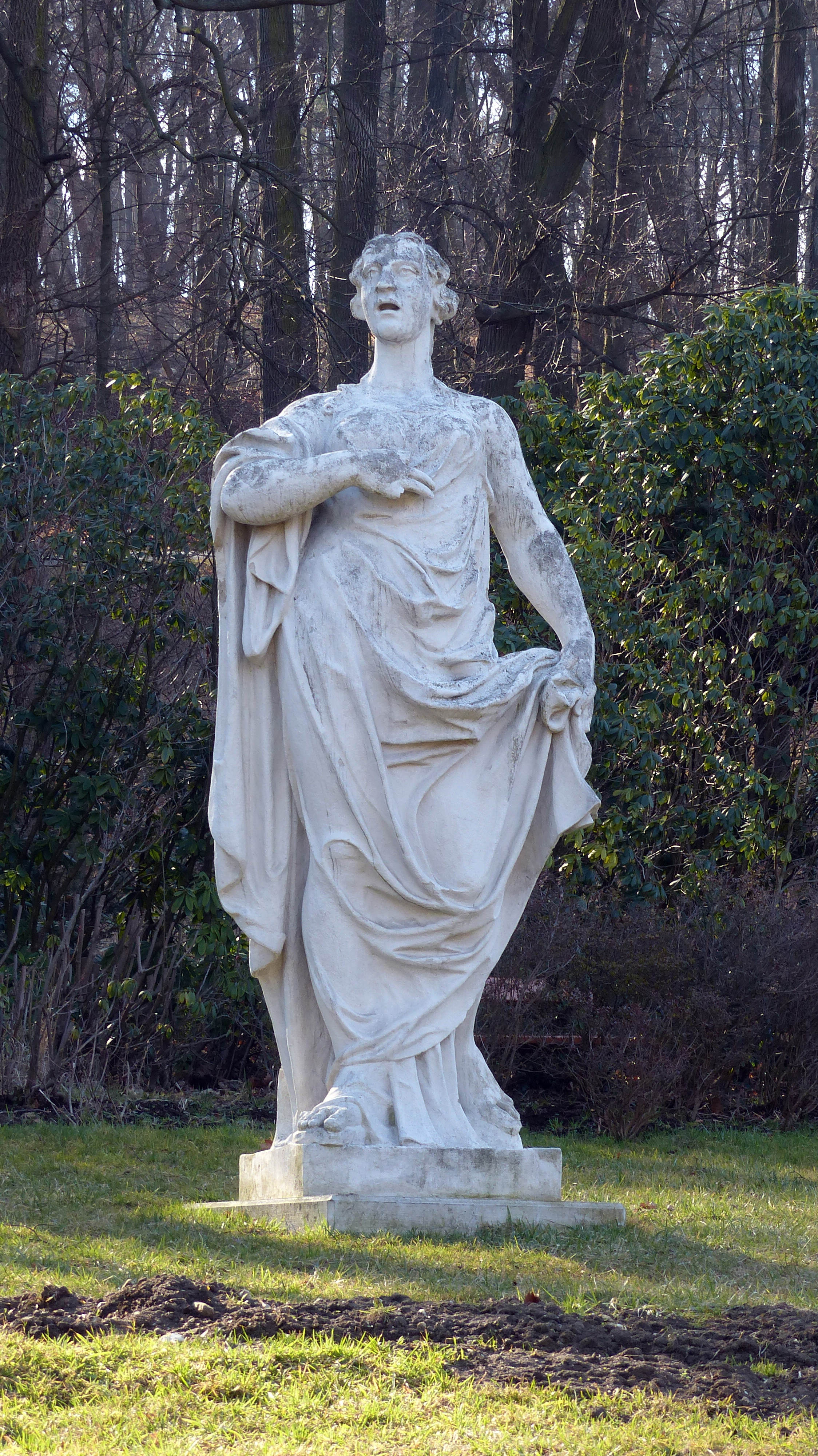
„Junge Frau“ (Sopran)
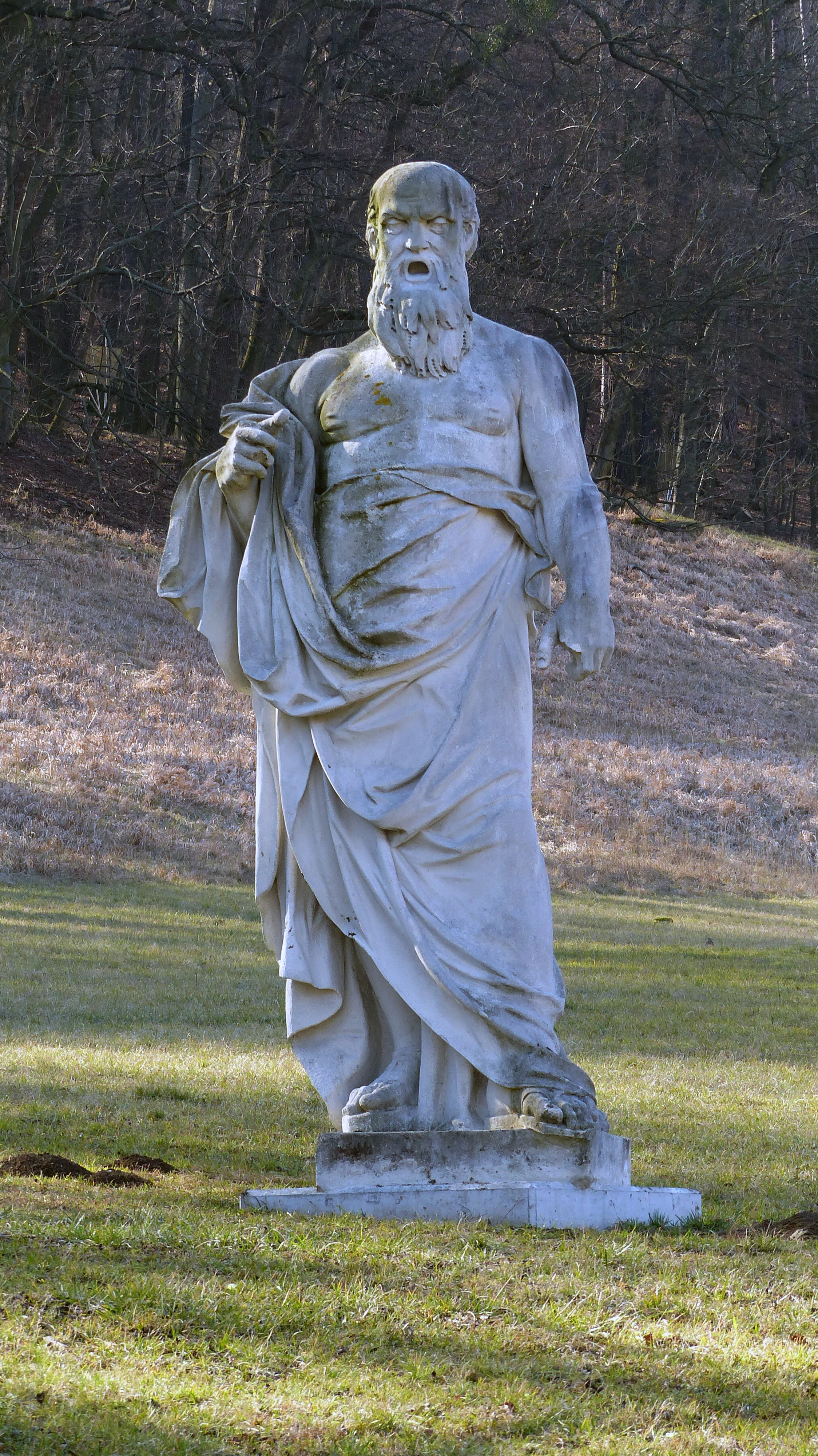
„Alter Mann“ (Bass)

## Naturschutz
Die Grünflächen im Schlosspark sind Lebensraum seltener Tiere und Pflanzen. Zu den Arten, die hier zu finden sind, zählen die Hohltaube, Äskulapnatter, Blindschleiche, Feldgrille und der Mittelspecht. Der Park hat neben seinen naturnahen Wiesen und Wäldern auch schützenswerte Biotope. Zur Förderung der besonderen Arten und Lebensräume wurde als Teil des Netzwerks Natur von der Wiener Umweltschutzabteilung MA 22 und dem Stadtgartenamt MA 42 ein Schutz- und Pflegekonzept ausgearbeitet, dessen Schutzmaßnahmen eingesetzt werden.
Der Park gehört auch zum Landschaftsschutzgebiet Währing–Wienerwald (Teil A, LSG 9, gesamt 154 ha). Im Park sind zahlreiche Naturdenkmale ausgewiesen.